# Mr. Spaceman
"Mr. Spaceman" is een nummer van de Amerikaanse band The Byrds. Het verscheen op hun album Fifth Dimension uit 1966. Op 6 september van dat jaar werd het uitgebracht als de derde en laatste single van het album.

## Achtergrond
"Mr. Spaceman" is geschreven door zanger en gitarist Roger McGuinn en geproduceerd door Allen Stanton. Het was een van de twee liedjes op het album Fifth Dimension met het thema sciencefiction, naast de titeltrack "5D (Fifth Dimension)". Bij het ontstaan van het nummer werd het beschreven als een "melodramatisch scenario", maar al snel werd de tekst veranderd in een verhaal over aliens. Muzikaal gezien kent het nummer country-invloeden met vleugjes psychedelische muziek erdoorheen, waardoor het wordt beschreven als een van de eerste countryrocknummers. Het kan zodoende worden gezien als voorloper van het album Sweetheart of the Rodeo uit 1968. Tevens doet de titel denken aan "Mr. Tambourine Man", een voorgaande hit van de band. Ten tijde van de uitgave van de single werd het door de pers beschreven als "spacerock", alhoewel deze naam in de jaren '70 werd gegeven aan een ander genre rockmuziek met invloeden uit de progressieve en psychedelische muziek.
Ter promotie van de single "Mr. Spaceman" werd een neppersbericht uitgebracht, waarin co-manager Eddie Tickner stelde een verzekeringspolis bij Lloyd's of London had afgesloten indien de leden van The Byrds door buitenaardse wezens zouden worden ontvoerd. Alhoewel dit als grap bedoeld was, dachten bandleden McGuinn en David Crosby allebei dat communicatie met aliens mogelijk was wanneer het lied op am-radiostations zou worden gedraaid.
"Mr. Spaceman" werd een kleine hit in de Amerikaanse Billboard Hot 100, waar het op plaats 36 piekte. Ook werd het in het Verenigd Koninkrijk als single uitgebracht, maar het kwam hier niet in de UK Singles Chart terecht. In Nederland behaalde het plaats 22 in de Top 40 en plaats 18 in de Parool Top 20. Het nummer is gecoverd door onder meer The Flying Burrito Brothers, terwijl het ook door Jimmy Buffett, Gonzo en Rizzo werd opgenomen voor het comedyalbum Kermit Unpigged van de Muppets.

## Hitnoteringen

### Nederlandse Top 40
| Hitnotering: 15-10-1966 t/m 26-11-1966 | Hitnotering: 15-10-1966 t/m 26-11-1966 | Hitnotering: 15-10-1966 t/m 26-11-1966 | Hitnotering: 15-10-1966 t/m 26-11-1966 | Hitnotering: 15-10-1966 t/m 26-11-1966 | Hitnotering: 15-10-1966 t/m 26-11-1966 | Hitnotering: 15-10-1966 t/m 26-11-1966 | Hitnotering: 15-10-1966 t/m 26-11-1966 | Hitnotering: 15-10-1966 t/m 26-11-1966 |
| Week                                   | 1                                      | 2                                      | 3                                      | 4                                      | 5                                      | 6                                      | 7                                      |                                        |
| -------------------------------------- | -------------------------------------- | -------------------------------------- | -------------------------------------- | -------------------------------------- | -------------------------------------- | -------------------------------------- | -------------------------------------- | -------------------------------------- |
| Nummer                                 | 37                                     | 25                                     | 24                                     | 22                                     | 24                                     | 30                                     | 28                                     | uit                                    |

### Parool Top 20
| Hitnotering: 29-10-1966 t/m 12-11-1966 | Hitnotering: 29-10-1966 t/m 12-11-1966 | Hitnotering: 29-10-1966 t/m 12-11-1966 | Hitnotering: 29-10-1966 t/m 12-11-1966 | Hitnotering: 29-10-1966 t/m 12-11-1966 |
| Week                                   | 1                                      | 2                                      | 3                                      |                                        |
| -------------------------------------- | -------------------------------------- | -------------------------------------- | -------------------------------------- | -------------------------------------- |
| Nummer                                 | 18                                     | 18                                     | 20                                     | uit                                    |

### NPO Radio 2 Top 2000
| Nummer met noteringen in de NPO Radio 2 Top 2000 | '00  | '01 | '02  |
| ------------------------------------------------ | ---- | --- | ---- |
| Mr. Spaceman                                     | 1570 | -   | 1748 |

1. ↑  Een '-' betekent dat het nummer niet was genoteerd en een vetgedrukt getal geeft de hoogste notering aan.
2. ↑  2000 was het eerste jaar met een notering voor dit nummer.
3. ↑  Deze tabel is bijgewerkt tot en met de laatste editie (2024).